# Stigmella trisyllaba
Stigmella trisyllaba là một loài bướm đêm thuộc họ Nepticulidae. Loài này có ở Kazakhstan, Tadzhikistan và Kirgiziya.
Ấu trùng ăn Rosa species.